# Les Machos
Les Machos est un téléroman québécois en 122 épisodes de 45 minutes scénarisé par Lise Payette et diffusé entre le 18 janvier 1995 et le 13 décembre 2000 sur le réseau TVA.

## Synopsis
Ce téléroman montre des hommes et des femmes entre 30 et 50 ans comme on en rencontre dans notre vie de tous les jours. Une œuvre qui fait le pari de croire que les relations hommes-femmes sont meilleures aujourd’hui qu’autrefois, malgré les reproches et les attentes parfois déçues de l’un et l’autre sexe.

## Fiche technique
- Scénariste : Lise Payette
- Réalisation : Réjean Chayer et Claude Colbert
- Musique : André Gagnon
- Société de production : Productions Point de mire

## Distribution
- Michel Forget : Julien Bordeleau
- René Gagnon : Dr Mathieu Bordeleau
- Louise Turcot : France Meloche-Bordeleau
- Valérie Valois : Laurence Bordeleau
- Geneviève Rioux : Louise Lebrun-Bordeleau
- Jacques Lussier : Antoine Lorrain
- Raymond Cloutier : Gérard Meloche
- Anne Bédard : Sophie Vincent
- Dorothée Berryman : Madeleine Théberge
- Charles Biddle Jr. : Dr Louis Dieudonné
- Marie Charlebois : Jeanne Dumont
- Henri Chassé : Nicolas Rondeau
- Suzanne Clément : Geneviève Bordeleau
- Marc-André Coallier : Dr Alain Dumouchel
- Micheline Dahlander : Indra Masviotoggereck
- Michel Daigle : Détective Dion
- Annie De Raiche : Juliette Biron
- Yves Desgagnés : Robert Marois
- Annette Garant : Diane Legris
- Suzanne Garceau : Dr Marie-Pierre Vézina
- Roxane Gaudette-Loiseau : Rose Vincent
- Louis-Georges Girard : Dr Gilles Besner
- Marie Guimont : Colette Prud’homme-Caron
- Marie-Lise Hétu : Catherine Leblanc
- Pauline Lapointe : Gisèle Turcot-Meloche
- Julie La Rochelle : Geneviève Bordeleau
- Sylvie Léonard : Dr Marthe Grondin
- Normand Lévesque : Fernand Jodoin
- Jean-Pierre Matte : Jacques-Yves Malo
- Julie McClemens : Suzanne Joncas
- Béatrice Moyen-Sylvestre : Maude Bordeleau-Lorrain
- Jean-René Ouellet : Dr Daniel Verrier
- Michel Poirier : François Caro
- Louise Rémy : Denise Légaré-Jodoin
- Gilles Renaud : Dr Denis Rondeau
- Gabriel Sabourin : Jean-Claude Théberge
- Gilbert Turp : Patrice Burke
- Martin Rouleau : Barman